# MacOS Mojave
macOS Mojave (версія 10.14) — операційна система для ПК та серверів від Apple. Це п'ятнадцята версія macOS. Була анонсована 4 червня 2018 року на конференції WWDC 2018. Вона сфокусована на покращенні функціоналу, який був представлений у macOS High Sierra. Ця версія вперше містить у собі додатки з iOS: Новини, Акції, Диктофон, Дім, а також темну тему оформлення. Mojave стане останньою версією macOS з підтримкою 32-бітних програм.

## Назва
За багаторічною традицією назву обирали на честь географічного об'єкта, що розташований на території США — названа на честь пустелі Мохаве на південному-заході США.

## Зміни та нововведення
- Темний режим, що дозволяє використовувати інтерфейс у темній кольоровій схемі. При цьому, контент стає більш помітним, а елементи управління відходять на задній план. Окрім робочого столу, функцію підтримують такі додатки, як Пошта, Повідомлення, Карти, Календар, Фото. API надає можливість розробникам використовувати темний режим і у своїх додатках.
- Динамічні обкладинки робочого столу змінюються залежно від часу доби.
- Файли з одним розширенням можна автоматично об'єднувати докупи для організації простору робочого столу.
- У Finder з'явився новий режим перегляду Gallery View (замість Cover Flow), що дозволяє проглядати мініатюри фото, а також детальну інформацію про метадані.
- Чотири нові додатки перенесли з iOS: Новини, Акції, Диктофон, Дім. Розробники отримають можливість портувати свої мобільні додатки на macOS у 2019 році.
- Групові виклики FaceTime з підтримкою конференції до 32 учасників.
- Mac App Store був повністю змінений і отримав новий дизайн, а також тематичні розділи та зручну навігацію.
- В Safari покращили систему запобігання відстежуванню користувачів через кнопки «Подобається» та «Поділитись», а також віджети коментування у соціальних мережах. Браузер отримав можливість автогенерації надійних паролів, при створенні користувачем нових облікових записів на сайтах, та заміни паролів, що повторюються.
- Тепер для використання камери та мікрофона, а також для доступу до персональних даних, додатки мають отримати дозвіл від користувача.
- Новий редактор скріншотів, що дозволяє обирати декілька варіантів зняття екрану, включно з відеозаписом.
- За допомогою функції Continuity Camera можна зробити знімок або засканувати документ на iPhone чи iPad та швидко перенести файл на комп'ютер.

## Комп'ютери, що підтримуються
Для macOS Mojave необхідні комп'ютери Mac з підтримкою Metal (API).
- Моделі iMac кінця 2012 року або пізніше.
- Моделі MacBook 2015 року випуску або пізніше.
- Моделі MacBook Pro середини 2012 року або пізніше.
- Моделі MacBook Air середини 2012 року або пізніше.
- Моделі Mac mini кінця 2012 року або пізніше.
- Моделі Mac Pro кінця 2013 року, а також середини 2010 та 2012 років з відеокартою з підтримкою Metal.
- Моделі iMac Pro кінця 2017 року або пізніше.

## Хронологія
| Хронологія операційних систем Macintosh |
| --------------------------------------- |
|                                         |